# Paolo Venini
Paolo Venini (Cusano Milanino, 12 gennaio 1895 – Venezia, 22 luglio 1959) è stato un vetraio, designer e imprenditore italiano.

## Biografia
Nato in una famiglia benestante, si laureò in legge a Pavia. Durante la prima guerra mondiale venne nominato ufficiale di compagnia nella Laguna di Venezia. Al ritorno dalla guerra, nel 1921 conobbe l'antiquario Giacomo Cappellin col quale fondò a Murano la Cappellin Venini, la cui direzione artistica venne affidata al pittore Vittorio Zecchin, che creò opere ispirate allo stile pittorico veneto del XVI secolo. Queste opere rappresentarono i primi lavori moderni realizzati in vetro di Murano.
Tra il 1922 e il 1925 si dedicò principalmente alla promozione dell'azienda e alla gestione della rete commerciale, aprendo diversi negozi a Roma, Milano, Venezia e Parigi e partecipando a prestigiose rassegne quali la XIII Biennale di Venezia e l'exposition internationale des arts décoratifs et industriels modernes di Parigi. Nella primavera del 1925 Venini e Cappellin decisero di chiudere l'azienda.
Il 1º giugno 1925 Venini fondò la nuova "Vetri Soffiati Muranesi Venini &C.", affidando la direzione artistica a Napoleone Martinuzzi, all'epoca direttore del Museo del vetro di Murano.
Gli anni successivi furono molto importanti per la carriera artistica e imprenditoriale di Venini, che si legò all'ambiente degli architetti milanesi, avviando collaborazioni con Michele Marelli, Emilio Lancia, Tomaso Buzzi e altri. Fondamentale fu l'amicizia con Gio Ponti, fondatore della rivista Domus, che appoggiò costantemente il suo lavoro e quello della sua azienda. Anche a seguito di importanti esposizioni, tra cui quelle al Metropolitan Museum of Art di New York (1929) e all'Amsterdam Italian Glass and Ceramic (1931), le realizzazioni divennero le più note tra tutti i marchi e le aziende di Murano. 
Nel gennaio 1932 l'azienda venne chiusa, a seguito della crisi economica causata dal crollo della borsa di New York del 1929. Dopo alcuni mesi Venini fondò la "Venini s.a.". Con la collaborazione di Tomaso Buzzi e di Carlo Scarpa elaborò nuovi prodotti, tra cui vetri artistici e sistemi di illuminazione commissionati anche da Poste italiane e da Ferrovie dello Stato. 
Nel 1935 conobbe la designer e ceramista svedese Tyra Lundgren, che realizzò diverse opere presentate alla Biennale di Venezia del 1938. La collaborazione con Lundgren si interruppe a causa della seconda guerra mondiale, e riprese nel 1948. In questi anni Venini venne considerato come una figura fondamentale nell'arte vetraria mondiale. La nona edizione della triennale di Milano dedicò numerosi spazi al vetro di Murano, a cui Venini presenziò con diverse opere.